# Schützenpanzer Kurz
Schützenpanzer SPz 11-2 Kurz – niemiecki bojowy wóz rozpoznawczy, opracowany na podstawie francuskiego pojazdu Hotchkiss TT6. Ostatnie pojazdy tego typu zostały wycofane ze służby na początku lat 80. XX wieku i zastąpione przez wozy Spähpanzer Luchs.

## Wersje
- Schützenpanzer 11-2 – bojowy wóz rozpoznawczy i lekki bojowy wóz piechoty
- Sanitätspanzer 2-2 – ambulans
- Beobachtungspanzer 22-2 – pojazd obserwacyjny
- Mörserträger 51-2 – platforma moździerza kalibru 81 mm
- Radarpanzer 91-2 – platforma radaru AN/TPS-33